# مقاطعة ماككينلي (نيومكسيكو)
مقاطعة ماككينلي (بالإنجليزية: McKinley County)‏ هي إحدى مقاطعات ولاية نيومكسيكو في الولايات المتحدة الأمريكية.